# Hegymegi László
Hegymegi László (Budapest. 1944. október 13. –) geofizikus, vitorlázásban magyar bajnok és nemzetközi felmérő.

## Életpálya
1963-ban érettségizett a budapesti II. Rákóczi Ferenc gimnáziumban, majd 1968-ban szerzett geofizikus diplomát az Eötvös Loránd Tudományegyetemen.
Első és vállalkozása előtti egyetlen munkahelye az Eötvös Loránd Geofizikai Intézet volt, ahol Földfizikai Osztálynak tudományos munkatársaként dolgozott. Az intézetben alapvetően a földmágneses tér időbeli és térbeli változásának vizsgálatával foglalkozott. Részt vett ezen jelenségek más, a Föld belsejében és földkörüli térségben lejátszódó geofizikai folyamatok vizsgálatában és az ezen folyamatokhoz kapcsolódó mérési módszerek, valamint műszerek fejlesztésében is. 1973-tól témavezető, 1995-től főosztályvezető, majd 1982-83-ban a Tihanyi Geofizikai Obszervatórium vezetője volt. 
Aktív szerepet játszott a geofizikai mérések analóg regisztrálásáról a digitális adatgyűjtésre való átállásában, és ezzel hozzájárult ahhoz, hogy az obszervatórium az 1990-ben alakuló nemzetközi obszervatóriumi hálózat, az INTERMAGNET alapító tagja lehessen. Ebben az időszakban az INTERMAGNET Operations Committee tagja volt.
A Magyar Állami Eötvös Loránd Geofizikai Intézetben 1999. novemberében vette át az Intézet (ELGI) és az Eötvös Loránd Geofizikai Alapítvány (ELGA) által alapított PRO GEOPHYSICA emlékérmet.
Számos társszerzős tanulmánya jelent meg A Magyar Állami Eötvös Loránd Geofizikai Intézet története című kötetben. Vele készült életinterjú jelent meg a Táguló határok című, a Magyar Asztronautikai Társaság kiadásában megjelent kötetben.
Az 1970-80-as években öt alkalommal volt Genovai Egyetem Geofizikai és Geodéziai Tanszékén vendégkutató.
Tagja a Magyar Geofizikusok Egyesületének, az IAGA Magyar Nemzeti Bizottságának, a COSPAR Magyar Nemzeti Bizottságának, a IAGA Working Group V -l alelnöke (1991-95), majd elnöke (1995-1999).
Nyugdíjba vonulását követően korlátolt felelősségű társasággá alakította a még az intézeti munka mellett létrehozott gazdasági munkaközösséget (gmk), amelynek keretében folytatta műszerfejlesztői munkásságát. Műszerei világszerte ismertek és alkalmazásban vannak,  az üzembehelyezések során bejárta az egész világot. Feltalálóként több szabadalom kötődött a nevéhez

## Család
Szülei Hegymegi László mérnök, Nagy Angyalka voltak. Felesége Erdődy Györgyi többszörös országos bajnok vitorlázásban. Három gyermeket nevelt fel, közülük András villamosmérnök, a Bosch japán részlegében alelnök, Csaba geofizikus, generáció-váltóként a MinGeo Kft. résztulajdonát és ügyvezetését édesapjától átvevő örököse.

## Sport
Vitorlázó. Versenyzőként többszörös magyar bajnok volt a Kalóz osztályban, versenybírósági tagként itthon és külföldön számos versenyosztály felmérője, így például a kizárólag Magyarországon gyártott nemzetközi RC 44 osztályban, valamint az International Soling Association főfelmérője.